# Seznam brněnských biskupů
Od vzniku brněnské diecéze v roce 1777 se na brněnském biskupském stolci vystřídalo 13 mužů. Diecéze zažila dvě delší období sedisvakance, první trvala v důsledku obstrukcí ze strany Československa v letech 1926–1931, kdy diecézi spravoval pomocný biskup Kupka, který se v roce 1931 stal diecézním biskupem, druhá trvala v důsledku obstrukcí komunistického Československa v letech 1972–1990, kdy byl administrátorem diecéze děkan svatopetrské kapituly Ludvík Horký.

## Galerie

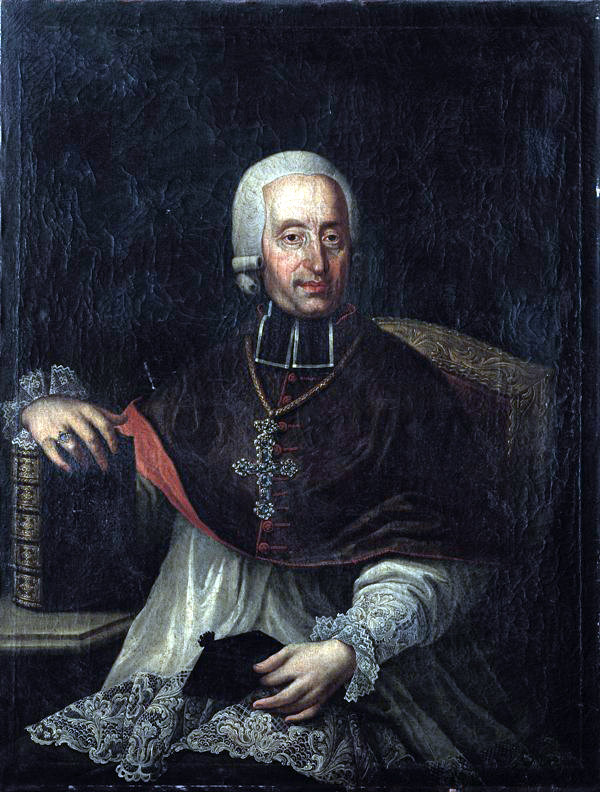
1.Matyáš František Chorinský z Ledské (1777–1786)
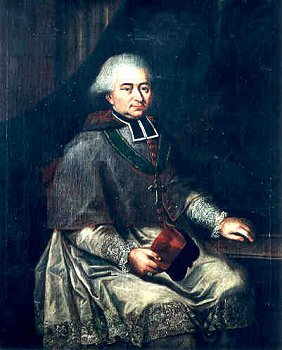
2.Jan Křtitel Lachenbauer(1787–1799)
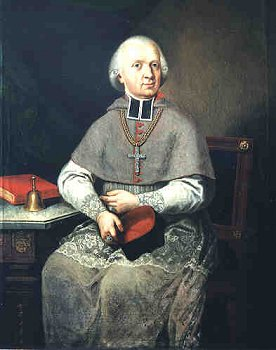
3.Vincenc Josef Schrattenbach(1800–1816)
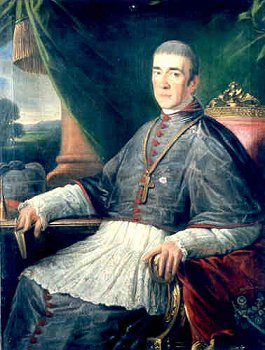
4.Václav Urban Stuffler(1817–1831)
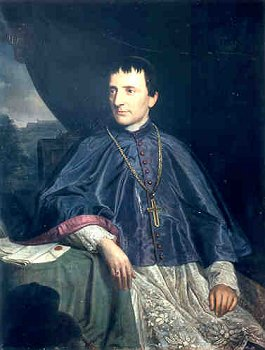
5.František Antonín Gindl (1832–1841)
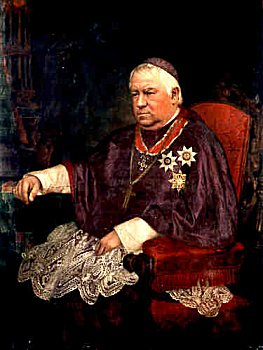
6.Antonín Arnošt Schaffgotsche(1841–1870)
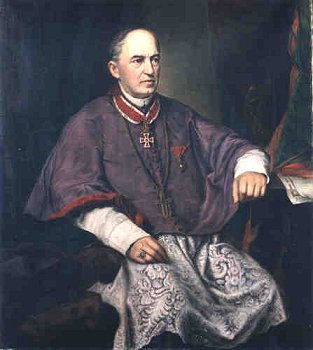
7.Karel Nöttig(1870–1882)
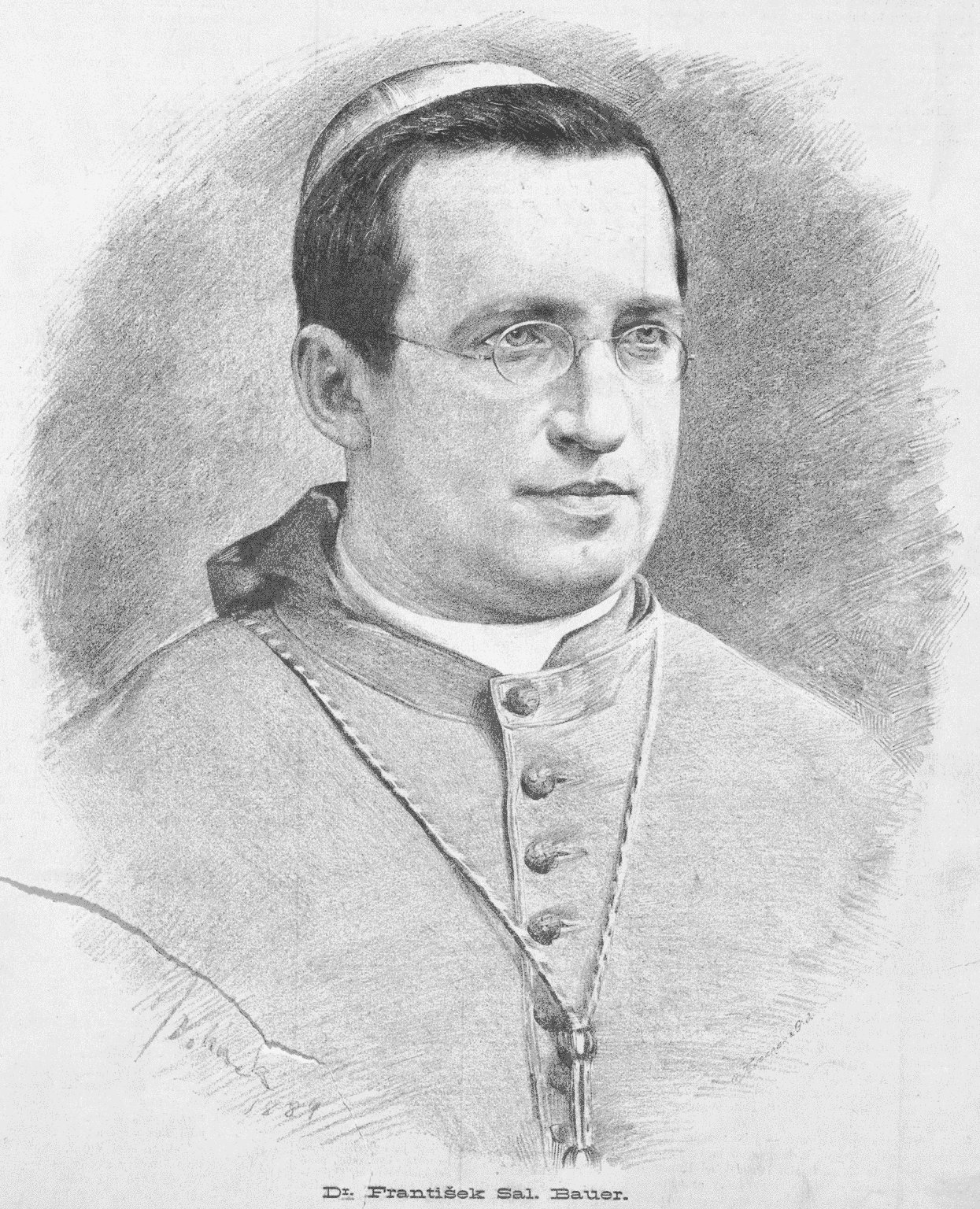
8.František Saleský Bauer(1882–1904)
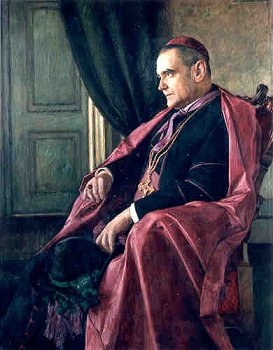
9.Pavel Huyn (1904–1916)
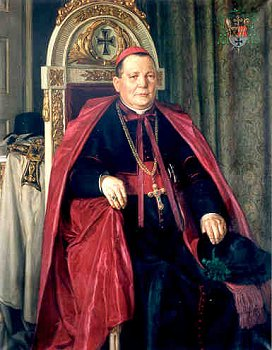
10.Norbert Jan Nepomucký Klein(1916–1926)
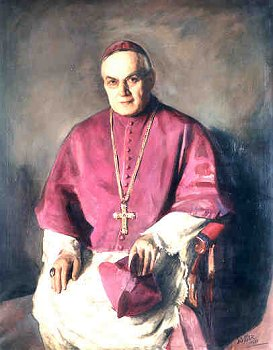
11.Josef Kupka(1931–1941)
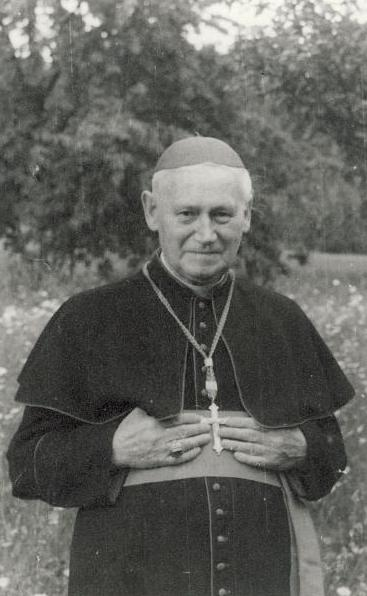
12.Karel Skoupý(1946–1972)
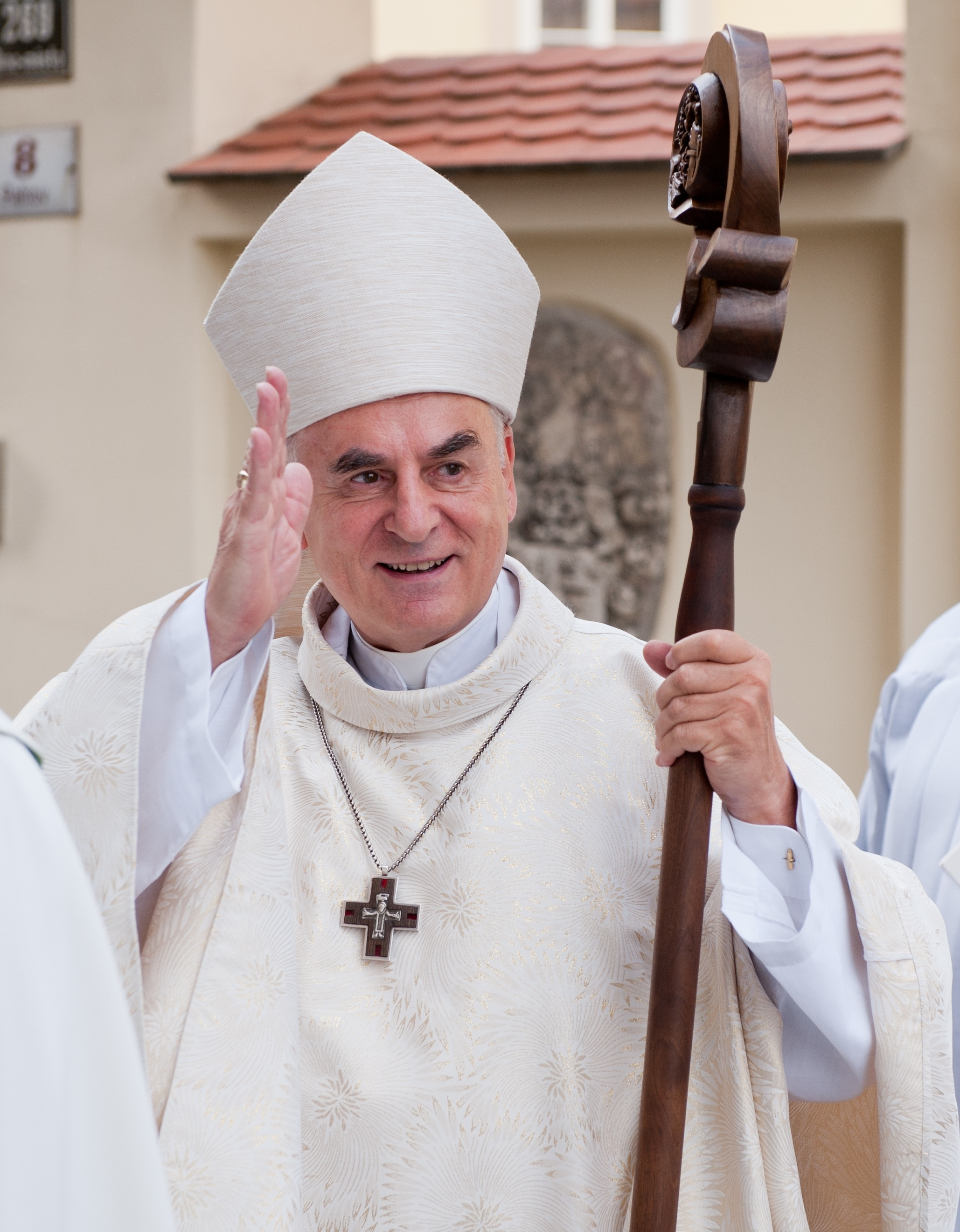
13.Vojtěch Cikrle(1990–2022)
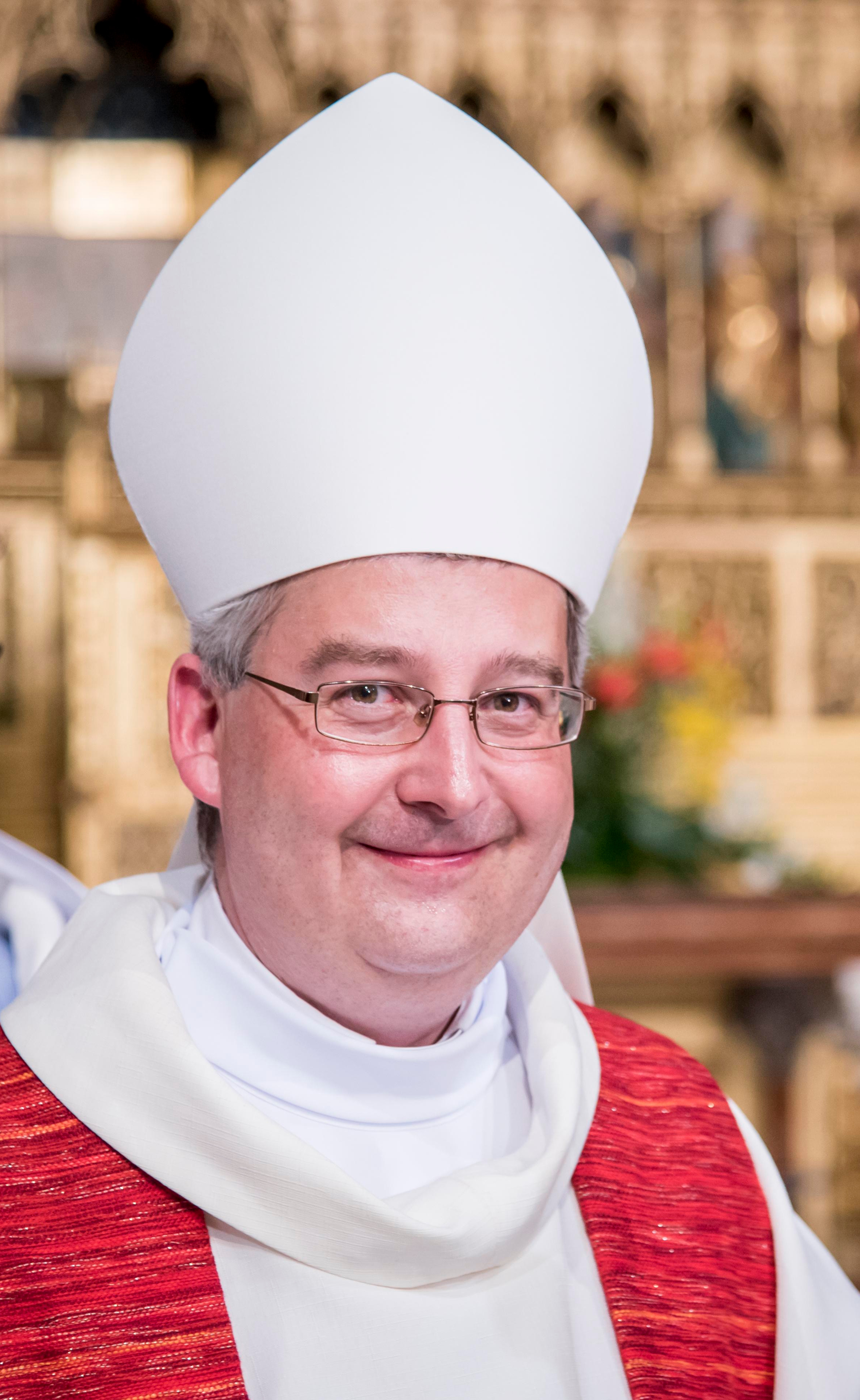
14.Pavel Konzbul(od r. 2022)

## Pomocní biskupové brněnské diecéze
- Josef Kupka (1924–1931, stal se sídelním biskupem,zemřel 20. června 1941)
- Petr Esterka (1999–2013, emeritura, zemřel 10. srpna 2021 v Kalifornii v USA)
- Pavel Konzbul (2016–2022, stal se sídelním biskupem)